# Scopula opsinaria
Scopula opsinaria är en fjärilsart som beskrevs av Swinhoe 1892. Scopula opsinaria ingår i släktet Scopula och familjen mätare. Inga underarter finns listade.